# Супрахијазматично једро
Супрахијазматично једро (СХЈ) је мали регион мозга у хипоталамусу, који се налази директно изнад оптичке раскрнице (лат. chiasma opticum). Супрахијазматично једро је нервним влакнима спојено са медијалним преоптичким једром.  Супрахијазматично једро прима информације о светлости од фотосензитивних неурона у оку, путем ретинохипоталамичког тракта. На тај начин, када прими информацију о светлости, усклађује активности организма са дневним биолошким ритмом организма.
Сматра се СХЈ контролише циркадијални ритам, и да је одговорно за регулисање циклуса спавања. Пријем светлосних инпута од фотоосетљивих ретиналних ганглијских ћелија омогућава му да координира подређене ћелијске сатове тела у однесу на околину.  Неуронске и хормоналне активности које генерише регулишу многе различите телесне функције у циклусу су од приближно 24 сата.
СХЈ које ступа у интеракцију са многим другим регионима мозга, садржи неколико типова ћелија, неуротрансмитера и пептида, укључујући вазопресин и вазоактивни интестинални пептид.
Поремећаји или оштећења СХЈ су повезани са различитим поремећајима расположења и поремећајима спавања, што указује на значај СХЈ у регулисању циркадијалног ритма.

## Структура и функција
Ритмичност је активан процес који покреће билатерална структура, ендогени пејсмејкер, мождани сат или онтогенетски неуронски програм који се налази у супрахијазматичном једру у предњем хипоталамусу, на врху оптичке хијазме и поред треће мождане коморе. Парвоцелуларно СХЈ се састоји од 50.000 неурона код људи и прима информације из мрежњаче ока. Хипоталамус (1% мозга) је центар многих физиолошких функција и контролише аутономни нервни систем, ендокрини систем преко хипофизе, а као део лимбичког система активира емоције и мотивацију.
Циркадијални систем се може замислити као хијерархијски систем са СХЈ на врху пирамиде. Да би одржао фазну спрегу унутар и између телесних ткива, као главни пејсмејкер, СХЈ синхронизује друге осцилаторе у мозгу и телу. СХЈ  делује као диригент оркестра који мери време и координира ритмове других ткива, синхронизујући и одржавајући циркадијалне програме (експресија гена/протеина, електрична активност и метаболизам) СХЈ  садржи неуросекреторне ћелије које се разликују по неурохемијском садржају, а у СХЈ разликују се: језгро и љуска. 
Вентролатерални део (језгро) прима главне глутаминергичке пројекције из моносинаптичког ретинохипоталамичног тракта (РХТ) као и аксоналне пројекције из геникулативних језгара таламуса (геникулохипоталамички тракт, ГХТ) као и серотонергичке пројекције из медијалног језгра. рапхе. У СХЈ неуронима су пронађени бројни неуротрансмитери, а главни су: неуропептид  Y, GABA, NO, желудачни ослобађајући пептид, полипептиди који активирају аденилат циклазу, вазоактивни интестинални пептид и други.
Дорзомедијални део (љуска) представља улаз аферентних влакана из лимбичког система (хипокампус, септум, хипоталамус, итд.), првенствено ГХТ, и садржи ритмичке неуроне као и неуропептиде аргинин, вазопресин, ангиотензин II, со-ГА, . Ови улази мењају ритам СХЈ пејсмејкера током циклуса дан/ноћ. Мелатонински рецептори се могу наћи у неуронима СХЈ. На ћелијском нивоу, сат контролише сложена мрежа гена и протеина који се међусобно укључују у зависности од спољашњих фактора. Генерисање циркадијалног осцилатора заснива се на испреплетеним негативним повратним спрегама које доводе до експресије гена сата и транслације протеина који омогућавају аутономну регулацију 24-часовног ритма. Иницијална активација гена је регулисана последњом секвенцом ауторегулаторне повратне спреге у којој један циклус траје 24 часа. Специфична понашања се контролишу из осцилатора кроз бројне излазне путеве (електричне, хормонске, итд.). Адаптација и синхронизација са геофизичким параметрима омогућава организацију кључних метаболичких процеса на много ефикаснији начин.
Током 2017. године научниси су изоловали гене који контролишу нормалне дневне биолошке ритмове користећи воћну мушицу као модел. Они су показали да гени кодирају протеине који се акумулирају у ћелији током ноћи, а затим се разграђују током дана, узрокујући инхибицију гена путем повратне спреге. Пажљиво калибрисани циркадијални ритам прилагођава наше потребе различитим фазама дана. Овај ритам није прецизно калибрисан на 24 сата и мора се периодично прилагођавати. Контрола формирања и лучења мелатонина је главна излазна функција СХЈ.

## Ембриологија
Супрахијазматично једро као једно од многих једара хипоталамуса, током раног ембрионалног развоја нервног система, прозенцефалона или предњи мозак диференцира се у диенцефалон и теленцефалон. Полазећи од вентралног дела диенцефалона, хипоталамус се дели на четири рострокаудална сегмента:
- преоптички,
- предњи,
- туберални,
- мамиларни сегмент.

Сваки ос сегмената има по три медиолатералне зоне, познате као латерална, медијална и перивентрикуларна зона.   Анатомска локација супрахијазматског језгра је у предњем делу хипоталамуса.

## Снабдевање крвљу
Снабдевање крвљу хипоталамуса потиче из Вилисовог круга, који лежи инфериорно у односу на хипоталамус у бази мозга. Васкуларна морфологија супрахијазматичког једра обухвата гране предње мождане артерије и предње комуникационе артерије.  Мале вене из хипоталамуса се одводе у венски круг који се налази изнад Вилисовог круга, који се постеролатерално празни у базалну вену да би ушао у Галенову вену.

## Циркадијални ритам
Циркадијални ритмови су процеси који се у телу дешавају током двадесетчетворочасовног циклуса, и стално се понављају. У циркадијалне ритмове спадају физичке, менталне и промене у понашању које се догоде у току 24 сата. Они омогућавају човеку да своје активности синхронизује са сменом обданице и ноћи, те се, иако чине читав скуп процеса, циркадијални ритмови често називају ритмом спавања и будности. Биолошки сатови у организму служе да синхронизују циклус од 24 сата са процесима у телу. Ови процеси су најчешће под утицајем светла или таме. Пример за то су јасно одвојене фазе које се по правилу дешавају када спавамо ноћу. 
Центар за навигацију циркадијалних ритмова налази се у супрахијазматичном једру хипоталамус. Оно је главни пејсмејкер биолошког сата, и реагује на промену светлости. Супрахијазматично једро преко фоторецептора ретине прима информацију о количини светлости. У супрахијазматичном једру је пронађено неколико неурона који током сна шаљу импулсе у одређеном временском ритму, путем инхибиторних неуротрансмитера. Ово сведочи о настојању организма да  устали процесе и прилагоди их тако да прате одређен ритам. Доказано је да лезије овог једра доводе до поремећеног ритма сна, и ометају нормално обављање дневних активности. Остали пејсмејкери могу бити унутрашњи, попут уноса хране и воде, али и спољашњи који подразумевају усвојене моделе понашања. Стање будности промовише орексин који се лучи у латералној зони. Када спавамо, орексин није активан захваљујући инхибиторним неуротрансмитерима који су присутни у сну. На исти начин, када смо будни, орексин инхибира те неуротрансмитере. Овај реципроцчни однос се назива флип-флоп прекидач.

## Електрофизиологија
Неурони у СХЈ  изазивају акциони потенцијал у 24-часовном ритму, чак и под сталним условима. Средином дана брзина пуцања достиже максимум, а током ноћи поново опада. Ритмичка експресија циркадијанских регулаторних гена у СХЈ  захтева деполаризацију у    неуронима СХЈ преко калцијума и цАМП. Дакле, деполаризација  неурона СХЈ преко цАМП и калцијума доприноси величини ритмичке експресије гена у СХЈ.
Даље, СХЈ  синхронизује нервне импулсе који се шире на различита парасимпатичка и симпатичка језгра.  Симпатична језгра покрећу излаз глукокортикоида из надбубрежне жлезде који активира периодични циркадијални хомолог протеина 1 у ћелијама тела, ресетујући тако циркадијални циклус ћелија у телу. Без утицаја СХЈ , ритмови у ћелијама тела временом се пригушују, што може бити последица недостатка синхронизације између ћелија.
Многи СХЈ  неурони су осетљиви на светлосну стимулацију преко мрежњаче. Фотични одговор је вероватно повезан са ефектима светлости на циркадијалне ритмове. Поред тога, примена мелатонина код живих пацова и изолованих СХЈ  ћелија може смањити брзину активирања ових неурона. Варијације у улазу светлости услед џет лаг-а, сезонских промена и константних светлосних услова мењају ритам активирања у СХЈ  неуронима показујући везу између светлости и функционисања СХЈ  неурона.

## Клинички значај

### Неправилан ритма спавања и буђења
Сматра се да је неправилан ритам спавања и буђења (НРСБ) узрокован:ости.
- структурним оштећењем СХЈ,
- смањеном реакцијом циркадијалног сата на светлост и друге стимулусе,
- смањеном изложеношћу светлости.

Људи који имају тенденцију да остану у затвореном простору и ограниче своју изложеност светлости доживљавају смањење производње мелатонина током ноћи. Смањење производње мелатонина ноћу одговара већој експресији будности коју генерише СХЈ  током ноћи, што узрокује неправилне обрасце спавања.

### Велики депресивни поремећај
Велики депресивни поремећај (ВДП) је повезан са измењеним циркадијалним ритмовима. Пацијенти са ВДП имају слабије ритмове који изражавају гене сата у мозгу. Када су СХЈ  ритмови били поремећени, у студији спроведеној на мишевима пријављено је понашање налик анксиозности, повећање телесне тежине, беспомоћност и очај. Абнормални нивои глукокортикоида су се јавили код мишева без експресије протеина 1 сличном нуклеарном транслокатору рецептора арил угљоводоника у СХЈ.

### Алцхајмерова болест
Функционални поремећај СХЈ се може приметити у раним стадијумима Алцхајмерове болести (АД). Промене у СХЈ  и лучење мелатонина су главни фактори који изазивају поремећаје циркадијалног ритма. Ови поремећаји узрокују промену нормалне физиологије сна, као што су биолошки сат и телесна температура током одмора. Пацијенти са АД доживљавају несаницу, хиперсомнију и друге поремећаје спавања као резултат дегенерације СХЈ  и промена критичних концентрација неуротрансмитера.